# Assassin's Creed III: Liberation
Assassin's Creed III: Liberation é um jogo de ação-aventura produzido e publicado pela Ubisoft, inicialmente exclusivo para o console PlayStation Vita. A Sony Computer Entertainment anunciou o jogo na sua conferencia de imprensa durante a Electronic Entertainment Expo em junho de 2012. Foi lançado em 30 de outubro de 2012 juntamente com Assassin's Creed III, e ambos estão interligados.
As criticas iniciais a Assassin's Creed III: Liberation foram, em geral, positivas. O site Metacritic, que dá uma pontuação média com base nas criticas profissionais, deu ao jogo a pontuação de 70/100, baseada em 71 análises.

## Sinopse
Liberation decorre em Nova Orleans, entre 1765 e 1780, na linha de tempo entre o fim da Guerra Franco-Indígena e meados da Revolução Americana. O jogo segue a história de Aveline de Grandpré, uma mulher Assassina de ascendência Africano-Francesa. Aveline é recrutada para a Irmandade dos Assassinos por Agate, um escravo fugitivo, que atua como seu mentor. O enredo desenvolve-se em volta da prática cultural plaçage, onde homens franceses e espanhóis ricos arranjavam casamentos com mulheres de descendência africana, indiana ou crioula, permitindo assim a essas mulheres e aos seus filhos ganharem poder e posições relevantes na sociedade.
"The Bayou", casa de crocodilos e vilões, será o lugar que os jogadores poderão visitar no jogo, assim como atravessar o Golfo do México até ao México.
Liberation não é visto através das memórias de Desmond Miles, o protagonista da série; mas sim um "produto" criado pelo Abstergo. Aveline irá cruzar-se com Connor Kenway durante o jogo.

## Jogabilidade
Liberation faz uso das superfícies tácteis da Vita, das cameras e do giroscópio. Isto inclui combate distinto, interação de personagens, resolver enigmas e controles transversais. Ao ligar o jogo a Assassin's Creed III, o jogador receberá uma versão do tomahawk de Connor, uma roupa exclusiva, uma personagem para o multijogador e um completo melhoramento para todas as bolsas de munições.
O jogo usa o mesmo motor de Assassin's Creed III, permitindo a mesma experiência de jogabilidade como a versão de console. Aveline também terá um novo conjunto de animações, assim como a capacidade de usar armas, como a nova zarabatana, bem como as já familiares espadas, facas, pistolas e a lâmina oculta.

## Música
A música do jogo foi composta por Winifred Phillips e produzida por Winnie Waldron. A banda sonora foi lançada pela Ubisoft Music no mesmo dia do jogo, a 30 de outubro de 2012.
A música do jogo recebeu duas nomeações no Hollywood Music in Media Awards (HMMA), nas categorias de "Melhor Álbum de Banda Sonora" e "Melhor Música - Videojogo Portátil".

## Lançamento
Assassin's Creed III: Liberation foi lançado a 30 de outubro de 2012, no mesmo dia que Assassin's Creed III. O jogo também está disponível com um pacote PS Vita que inclui uma Vita Wi-Fi de cor branco-cristal e um cartão de memória de 4GB.

### Gold Edition
O jogo foi relançado com o nome de Assassin's Creed: Liberation HD para as plataformas PlayStation 3, Xbox 360 e Microsoft Windows pela PlayStation Network, Xbox Live Arcade e Steam, respectivamente. Com o nome "Gold Edition", a promoção inclui Liberation, o jogo Assassin's Creed III para a PlayStation 3 e a Assassin's Creed 3: Season Pass (a primeira da série). Outra versão da "Gold Edition" contém Liberation juntamente com Assassin's Creed III, mas sem a Assassin's Creed 3: Season Pass.

## Recepção
As criticas iniciais a Assassin's Creed III: Liberation foram geralmente positivas. O site Metacritic, que dá uma pontuação média com base nas criticas profissionais, deu ao jogo a pontuação de 70/100, baseada em 71 análises.

### Prémios
Depois da E3 em junho de 2012 Assassin's Creed III: Liberation recebeu alguns prémios: A Game Chronicles e a IGN consideraram o jogo como o "Melhor Jogo para PS Vita", a Digital Trends deu o prémio de "Melhor Jogo Portátil" e a Newsarama considerou Aveline de Grandpré a "Melhor Heroína/Herói do Evento".
Assassin's Creed III: Liberation ganhou o prémio "Melhor Jogo Portátil" nos Golden Joystick Award de 2013.